# Camille Lefèvre

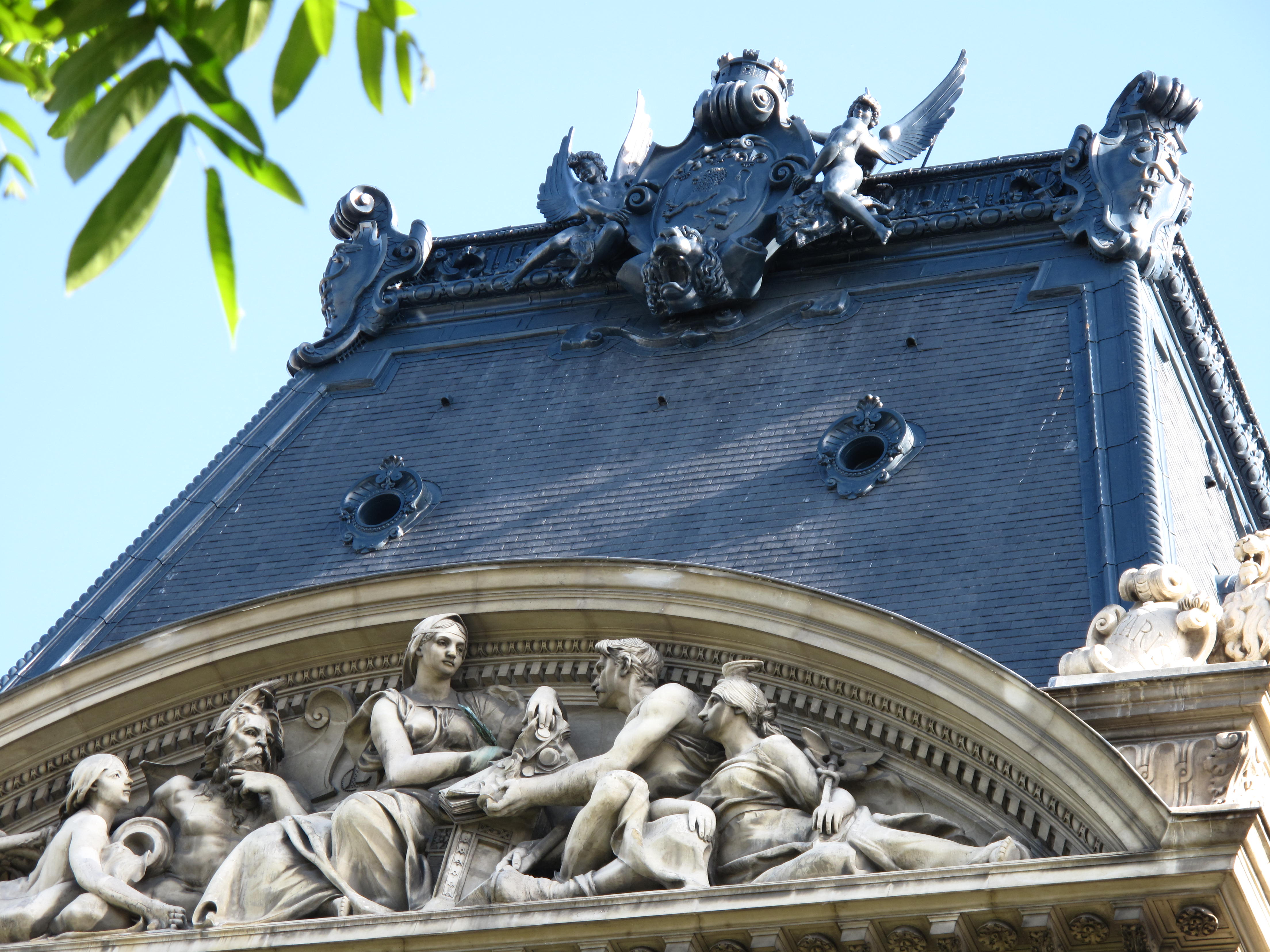
Frontón del edificio del Crédito Lyonés en París

Camille Lefèvre, nacido en 1853 en Issy-les-Moulineaux y fallecido en 1947 en París , fue un escultor francés.
No confundirle con el arquitecto Camille Lefèvre, también ganador del Premio de Roma en 1905

## Datos biográficos

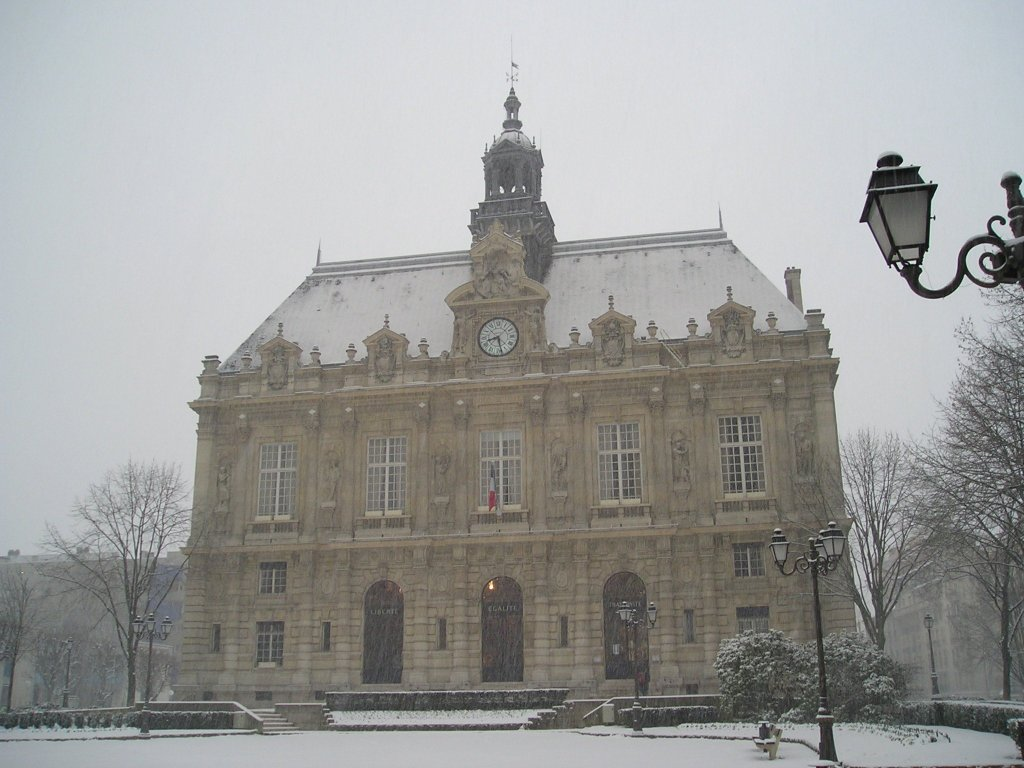
Fachada del ayuntamiento de Ivry-sur-Seine, adornada con una escultura en relieve de Lefèvre

Alumno de la École nationale supérieure des beaux-arts de París, donde asistió al taller de Jules Cavelier.
En 1878, obtuvo un segundo premio de Roma en escultura, por detrás de Edmond Grasset.
A partir de 1882 participó con Désiré-Maurice Ferrary, Edouard Pépin, Jean Antonin Carlès y Henri-Édouard Lombard en la decoración de la fachada del edificio del Crédit lyonnaisen en París que se terminó en 1883. El frontón, esculpido por Camille Lefevre , es una alegoría de la banca: representa el Banco distribuyendo los créditos, rodeado por la Industria y el Comercio , el Ródano y el Sena.
En el Salón de la Sociedad Nacional de las Bellas Artes de 1895, presentó un busto en yeso de mujer.
En el Salón de la Sociedad Nacional de las Bellas Artes de 1896, presentó la primera versión de su altorrelieve titulado El escultor.
A partir de esta exposición, una versión en piedra de esta obra fue instalada en la fachada del Ayuntamiento de Ivry-sur-Seine. 
Hacia 1908 trabajó con la fundición de Hohwiller, que hizo una reproducción en brance del busto de mujer de 1895.
En el Salón de Otoño de París del año 1928, presentó un modelo en yeso de su obra el escultor, que había sido encargada por el Estado francés que la adquirió. Esta obra fue depositada en el Museo de Arte e Historia de Belfort.

## Obras

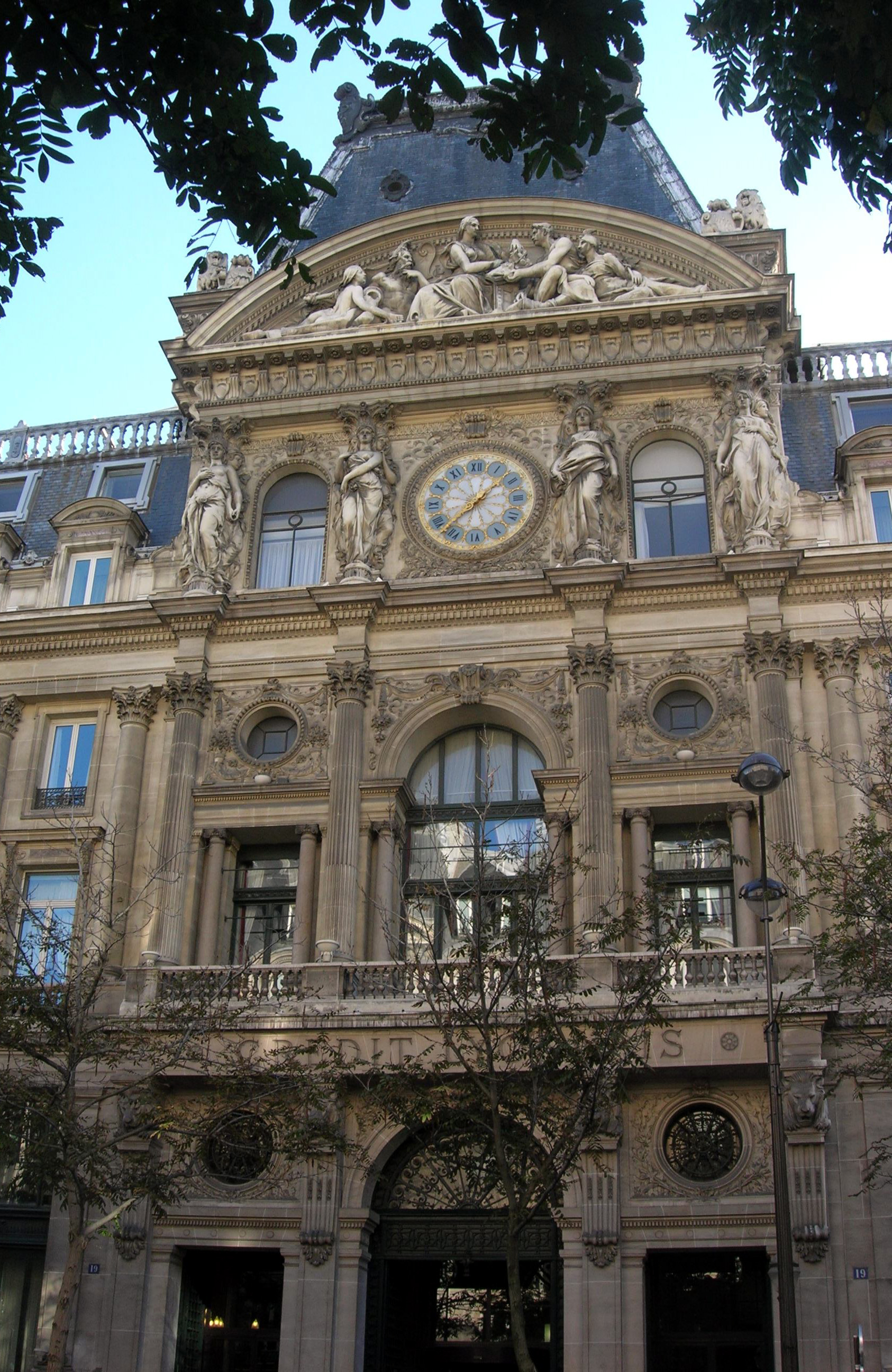
Fachada del edificio de la Sede central del Crédito Lyonés en París, con le decoración escultórica de distintos artistas, entre ellos Lefèvre

Entre las mejores y más conocidas obras de Camille Lefèvre se incluyen las siguientes:
- El escultor - Le sculpteur, altorrelieve, 1896. Museo de Orsay
- La Pierre, versión de El escultor, instalada en la fachada del ayuntamiento de Ivry-sur-Seine
- Busto de mujer, yeso de 1895, bronce de hacia 1908
- Escena urbana - Dans la rue, bronce con el fundidor Siot-Decauville

- felicidad - Le bonheur, yeso, en el museo de Sedan